# 黃興桂
黃興桂（英語：Wong Hing Kwei Peter，1944年2月26日—），生於香港，香港足球教練，人稱「桂神/Peter黃」，於美國學成歸來後曾經擔任香港中學體育教師以及多支香港甲組足球聯賽球隊的教練，現任香港無綫電視、東網足球評述員。曾任ESPN和香港有線電視全職足球評述員。

## 足球生涯
黃興桂生於香港，父親黃應求乃熱愛足球之商人，於1950年代贊助傑志及中華等香港甲組足球聯賽球會。黃興桂早年在香港島北角永興街一帶的住宅成長，1956年畢業於北角錫光學校，中學時期就讀於聖若瑟書院。及後畢業於美國加州大學。他從少受到薰陶，對足球也產生興趣，並且結識到黃文偉和陳鴻平等球員朋友。父親在三狼案中遇害後，黃興桂到美國留學，入讀加州大學攻讀商科兼修體育。1973年，黃興桂回流香港，在陳維周紀念中學任教體育，短短4年間將一間本來無足球組織的學校改造為當年學界的足球班霸。1979年，黃文偉出任東方教練，邀請好友黃興桂擔任助理足球教練，其後黃文偉轉投菱電，黃興桂就升任教練。初次擔正教練的黃興桂帶領沉寂多時的東方奪得總督盃冠軍，之後再奪得高級銀牌冠軍。
1982年，黃興桂應邀「上山」擔任南華教練，可惜南華戰績低落，踢了13場聯賽1勝3和9負只得5分，黃興桂遂於1983年1月宣佈離職。離開球圈半年後，復出擔任地區球隊荃灣教練，帶領球隊先後殺入高級銀牌、總督盃及足總盃三項盃賽決賽，可惜均屈居亞軍。1982年，結婚5年的妻子在獨自旅行時遇上空難身亡。迭逢厄運，黃興桂對再婚存有陰影，故此多年來雖然不缺女朋友，惟無結婚念頭。同年，無綫電視首次直播世界盃決賽周全部賽事，黃興桂獲邀請與梁子明和郭家明等合作，以嘉賓足球評述員身份講波，其後於1986年世界盃中，黃興桂繼續為無綫電視參與評述工作，他於1990年後移居美國，於1994年世界盃時，黃興桂長駐加利福尼亞州，為無綫電視現場報道花絮。
1995年，現場受聘於ESPN擔任足球評述員才回流亞洲，曾經評述英格蘭超級聯賽、歐洲冠軍球會盃、歐洲足協盃、英格蘭足總盃及西班牙甲組足球聯賽等多項賽事，經常與江忠德等合作，黃興桂風趣的評述風格亦在此孕育，猶如英國足球評述員马丁·泰勒，誕生了不少金句，奠立了「金句王」的稱號。2010年6月，黃興桂離開工作逾10年的ESPN，為香港有線電視世界盃擔任嘉賓評述及主持，於同年8月起加盟有線，為英格蘭超級聯賽及歐洲聯賽冠軍盃等足球賽事擔任評述工作。2011年，現場再次擔任荃灣教練。2013年，黃興桂首度接拍電影《古惑仔：江湖新秩序》，扮演角色林牧師，重演另一位著名足球評述員林尚義的經典角色。同年，黃興桂辭任荃灣教練，只擔任東方足球隊技術總監，專心評述工作，並且離開香港有線電視，重返無綫電視評述洲際國家盃、世青盃及2014年世界盃。
2015年為東方日報東網電視香港超級足球聯賽擔任評述工作。

## 家庭生活
黃興桂為三狼案受害人黃應求之長子兼黃錫彬孫子，有4名兄弟姊妹，其叔黃應士為資深電視新聞從業員。2012年，黃興桂母親因為年事已高，決定離開香港搬到夏威夷居住，並把在西半山的房子出售。黃興桂獨自搬到深井海韻花園的700餘方呎單位。

## 金句摘錄
黃興桂因在足球評述時經常說出好像很有道理，但沒有內容的"金句"，被稱為"金句王"
著名金句
- 喺今場波邊隊能夠入一「粒」先，果隊就會有優勢
- 呢球波，如果冇龍門就入喇
- 射波最緊要射中個龍門
- 當一隊波進攻既時候，另一隊就需要去防守
- 龍門最好既朋友係邊個呀？咪係龍門柱囉
- 呢場比賽我只可以用「一個字」黎形容－精采
- 十二碼呢家野呢，有兩個可能性，一係入，一係唔入
- 第一佢跑得慢！第二佢唔夠快！第三無速度！
- 球迷們有福喇

## 軼事
著名學者沈旭暉曾經撰文，以全球化角度分析黃興桂的評述風格。

## 外部連結
- Let's go rock n roll!@Youtube.com
- It ain't over till it's over!@Youtube.com

| 前任： Unknown | 南華足球隊 教練 1982－83 | 繼任： 米勒 |